# Глинна (притока Лохвиці)
Глинна — річка в Україні, у Роменському й Лохвицькому районах Сумської й Полтавської областей. Ліва притока Лохвиці (басейн Дніпра).

## Опис
Довжина річки 17 км., похил річки — 3,0 м/км. Площа басейну 104км².

## Розташування
Бере початок на південно-західній околиці Ярошівки. Тече переважно на південний схід і на північно-західній околиці Яхники впадає у річку Лохвицю, праву притоку Сули.